# Flore Zoé
Flore Zoé (roz. Flore Zoé van den Wijngaart; * 1975, Delft) je nizozemská výtvarná a módní fotografka.

## Životopis
Její série 'ART meets FASHION' byla vystavována po celém světě a nedávno byla vystavena během New York Fashion Week a Paris Fashion Week 2010.'ART meets FASHION' bylo také představeno během 'Vitrine 2010', iniciativy Flanders Fashion Institute. Od dubna 2012 je výběr děl Zoé vystaven v Opera Gallery Paris a Monaku.
Její snímky používaly a publikovaly módní domy, tkazvané knihy coffee-table books, labely a časopisy (Glamour, Avantgarde) i hudební průmysl.